# Імаґава Удзідзане
Імаґава Удзідзане (1538 — 27 січня 1615) — даймьо провінції Суруґа періоду Сенґоку, поет. За його правління занепав клан Імаґава.

## Життєпис

### Молоді роки
Походив з самурайського роду Імаґава. Старший син даймьо Імаґава Йосімото і Дзьокей'ін (донька Такеда Нобутори). Народився 1538 року в замку Сунпу, отримавши ім'я Тецуомару. 1554 року оженився на представниці роду Ґо-Ходзьо. У 1558 році отримав від батька частину правлячих повноважень, проте основні рішення й далі приймав саме Йосімото. Основні зусилля було спрямовано на підкорення провінцій Тотомі і Мікава. У 1560 році у битві біля окехадзами військо на чолі з Імаґава Йосімото зазнало нищівної поразки від Ода Нобунаги, а сам Йосімото загинув.

### Даймьо
У результаті влада перейшла до Удідзане, але він опинився у складній ситуації: кращі війська було знищено, проти нього повстав давній васал Мацудайро Мотоясу, згодом почалася війна з Такеда Сінгеном. У 1560 році почалися повстання в провінціях Тотомі і Мікава. Для заспокоєння населення Удзідзане запровадив податкові пільги. Проте Мотоясу, що прийняв нове ім'я Токугава Іеясу, захопив західну частину провінції Мікава. Спроба замирити Удзідзане і Іеясу з боку сьогуна Асікаґа Йосітеру і Ходзьо Удзіясу виявилися невдалими. Невдовзі почалися заворушення васалів роду Імаґава у східній частині провінції Мікава.
У 1561 році виступив на допомогу тестеві, володіння якого атакували війська Уесуґі Кеншіна. У 1562 році виступив проти Токугава Іеясу, але зазнав поразки у спробі захопити замок Ітіномія. В цей час Такеда Сінген вдерся до провінції Мікава. Того ж року заворушення охопили усю провінцію Тотомі. На деякий час вірні васали Імагава придушили заколотників на чолі з родом Ії, але решта отримала допомогу від Токугава Іеясу. У 1564 року війська Токугава захопили замок Йосіда, але у 1565 році Імагава Удзідзане відновив владу в провінції Тотомі. Того ж року відновив союз з Такеда Сінгеном, влаштувавши шлюб сестри з сином останнього — Такеда Йосінобу. Але невдовзі цей союз було розірвано. За цих обставин Удзідзане уклав союз з ворогом Такеда — Уесуґі Кеншіном.
Наприкінці 1568 року почалися бойові дії між військами Імагава і Такеда. У битві при Опуцу війська першого зазнали важкої поразки. Для боротьби проти Такеда підтвердив союз з тестем Ходзьо Удзіясу. Але того ж року зазнав поразки й втратив резиденцію — замок Сунпу. Водночас Токугава Іеясу вдерся до провінції Тотомі. У 1569 році зазнав нищівної поразки від Токуґава Іеясу в битві біля Какеґави (провінція Суруґа). 17 травня внаслідок чого вимушений підкоритися останньому, ставши його васалом. Натомість домовлено про спільні дії проти Такеда, проте цього не було виконано. Фактично з цього часу окреме володіння роду Імагава припинило своє існування.
Згодом знайшов притулок у тестя, мешкаючи в різних замках роду Ґо-Ходзьо. Разом з тим вживав дипломатичних заходів задля повернення володінь. Так, 1569 року було створено союз Ґо-Ходзьо, Уесіґі і Імагава. Завдяки цьому йому вдалося відновити владу над деякими повітами провінції Суруга. Частина васалів вагалася між Імагава і Такеда. Але у 1570 році Удзідзане і Ходзьо Удзіясу зазнали поразки від Такеда в битві при Канбара. У 1571 році Удзідзане втратив контроль на залишками володінь. Проте вже до кінця року за підтримки Токугава Іеясу зумів відновити контроль над значною частиною провінції Суруга.

### Останні роки
Але згодом став лише васалом роду Токугава. Брав участь у складі військ Токугави у походах Ода Нобунага проти Такеда Кацуйорі в 1575—1582 роках, проти родів Сімадзу і Ґо-Ходзьо. У 1576 році отримав деякі володіння з замком Макіно. Тут переважно займався поезією.
У 1594 році поступився посадою голови клану Імагава в провінції Суруга родичеві Імагава Наофусі. На той час втратив статус даймьо. У 1600 році брав участь у битві при Секіґахарі. Після перемоги Токугава Іеясу над своїми суперниками й встановлення нового сьогунату, Імагава Удзідзане отримав від останнього ранг кьоке (нижче статусу даймьо). Помер у 1615 році в маєтку Сінаґава.

## Творчість
Був поетом-вака, що 1475 року увійшли до його власної збірки «Удзідзане-сю», яка нараховує 428 віршів. В своїй творчості суворо дотримувався класичних канонів.

## Родина
Дружина — Хаякава, донька даймьо Ходзьо Удзіясу.
Діти:
- Імаґава Норімоті (1570—1608)
- Сінагава Такахіса (1576—1639), хатамото
- Нісіо Ясінобу
- син
- донька, дружина Кіра Ясісади